# 2006-os labdarúgó-világbajnokság-selejtező (UEFA – pótselejtezők)
A 2006-os labdarúgó-világbajnokság európai pótselejtezőit 2005. november 12-én és november 16-án játszották. Egy oda-visszavágós rájátszás volt, azzal a céllal, hogy eldöntsék melyik három európai (pontosabban UEFA-tag) labdarúgó-válogatott szerezze meg a fennmaradó helyeket a 2006-os világbajnokságra.

## Csoportmásodikok sorrendje
A 4–8. csoportban csak hat csapat vett részt, ezért az 1–3. csoportok második helyén végzett csapatok esetén a csoportjukban hetedik helyezett csapat elleni eredményeket nem kellett figyelembe venni a rangsorolásnál. A csoportmásodikok sorrendjét a következők szerint kellett meghatározni:
1. több szerzett pont
2. jobb gólkülönbség
3. több szerzett gól
4. több idegenben szerzett gól
5. jobb UEFA-együttható
6. jobb fair play pontszám
7. sorsolás

| Hely. | Cs | Csapat        | M  | Gy | D | V | G+ | G– | Gk  | P  | Továbbjutás                         |
| ----- | -- | ------------- | -- | -- | - | - | -- | -- | --- | -- | ----------------------------------- |
| 1.    | 8  | Svédország    | 10 | 8  | 0 | 2 | 30 | 4  | +26 | 24 | Kijutott a 2006-os világbajnokságra |
| 2.    | 6  | Lengyelország | 10 | 8  | 0 | 2 | 27 | 9  | +18 | 24 | Kijutott a 2006-os világbajnokságra |
| 3.    | 1  | Csehország    | 10 | 7  | 0 | 3 | 23 | 11 | +12 | 21 | Továbbjutott a második fordulóba    |
| 4.    | 7  | Spanyolország | 10 | 5  | 5 | 0 | 19 | 3  | +16 | 20 | Továbbjutott a második fordulóba    |
| 5.    | 4  | Svájc         | 10 | 4  | 6 | 0 | 18 | 7  | +11 | 18 | Továbbjutott a második fordulóba    |
| 6.    | 5  | Norvégia      | 10 | 5  | 3 | 2 | 12 | 7  | +5  | 18 | Továbbjutott a második fordulóba    |
| 7.    | 3  | Szlovákia     | 10 | 4  | 5 | 1 | 17 | 7  | +10 | 17 | Továbbjutott a második fordulóba    |
| 8.    | 2  | Törökország   | 10 | 4  | 5 | 1 | 13 | 9  | +4  | 17 | Továbbjutott a második fordulóba    |

## Sorsolás
A selejtezősorozat végén a csoportgyőztesek és két legjobb eredményt elérő második helyezett csapat automatikusan kijutottak a világbajnokságra. A maradék hat válogatott pótselejtezőt játszott a három világbajnoki helyért. 
A pótselejtezők sorsolását 2005. október 14-én, Zürichben tartották. A hat válogatottat a szeptemberben megjelent FIFA-világranglista alapján két csoportra osztották: az első három helyen álló csapat került az 1. kalapba, a másik három pedig a 2. kalapba. Három mérkőzést sorsolnak és a mérkőzéseket oda-visszavágós rendszerben játszották le. Külön sorsolás döntött arról, hogy az első mérkőzést mely csapat játszhatta hazai környezetben.
| 1. kalap      | 1. kalap                                      |
| Csapat        | 2005 szeptemberi FIFA-világranglista helyezés |
| ------------- | --------------------------------------------- |
| Csehország    | 4                                             |
| Spanyolország | 8                                             |
| Törökország   | 12                                            |

| 2. kalap  | 2. kalap                                      |
| Csapat    | 2005 szeptemberi FIFA-világranglista helyezés |
| --------- | --------------------------------------------- |
| Norvégia  | 37                                            |
| Svájc     | 38                                            |
| Szlovákia | 45                                            |

## Mérkőzések
| 1. csapat     | Össz.Tooltip Aggregate score | 2. csapat   | 1. mérk. | 2. mérk. |
| ------------- | ---------------------------- | ----------- | -------- | -------- |
| Spanyolország | 6–2                          | Szlovákia   | 5–1      | 1–1      |
| Svájc         | 4–4                          | Törökország | 2–0      | 2–4      |
| Norvégia      | 0–2                          | Csehország  | 0–1      | 0–1      |

| 2005. november 12. 22:00 CET |

| Spanyolország                                          | 5–1         | Szlovákia  |
| ------------------------------------------------------ | ----------- | ---------- |
| García 10' 18' 74' Torres 65' (11-esből) Morientes 79' | Jegyzőkönyv | Németh 49' |

| Vicente Calderón Stadion, Madrid Nézőszám: 47,210 Játékvezető: Massimo de Santis (olasz) |

| 2005. november 16. 20:15 CET |

| Szlovákia   | 1–1         | Spanyolország |
| ----------- | ----------- | ------------- |
| Hološko 50' | Jegyzőkönyv | Villa 71'     |

| Tehelné pole, Pozsony Nézőszám: 23,587 Játékvezető: Markus Merk (német) |

Spanyolország jutott tovább 6–2-es összesítésben.
| 2005. november 12. 20:45 CET |

| Svájc                    | 2–0         | Törökország |
| ------------------------ | ----------- | ----------- |
| Senderos 41' Behrami 86' | Jegyzőkönyv |             |

| Wankdorf, Bern Nézőszám: 31,130 Játékvezető: Ľuboš Micheľ (szlovák) |

| 2005. november 16. 20:15 EET |

| Törökország                              | 4–2         | Svájc                           |
| ---------------------------------------- | ----------- | ------------------------------- |
| Tuncay 22' 38' 89' Necati 52' (11-esből) | Jegyzőkönyv | Frei 2' (11-esből) Streller 84' |

| Şükrü Saracoğlu Stadion, Isztambul Nézőszám: 42,000 Játékvezető: Frank De Bleeckere (belga) |

Svájc jutott tovább 4–4-es összesítésben, idegenben szerzett góllal.
| 2005. november 12. 19:30 CET |

| Norvégia | 0–1         | Csehország |
| -------- | ----------- | ---------- |
|          | Jegyzőkönyv | Šmicer 31' |

| Ullevaal Stadion, Oslo Nézőszám: 24,264 Játékvezető: Massimo Busacca (svájci) |

| 2005. november 16. 20:15 CET |

| Csehország  | 1–0         | Norvégia |
| ----------- | ----------- | -------- |
| Rosický 35' | Jegyzőkönyv |          |

| Toyota Aréna, Prága Nézőszám: 17,464 Játékvezető: Graham Poll (angol) |

Csehország jutott tovább 2–0-ás összesítésben.